# Microturbo Microjet 200
Microturbo Microjet 200 – francuski samolot szkolno-treningowy z napędem odrzutowym. Z braku zainteresowania potencjalnych nabywców cały program zakończył się na etapie wybudowania czterech prototypów.

## Historia
Ideą przyświecającą budowie maszyny była potrzeba posiadania taniego w eksploatacji i budowie samolotu szkolno-treningowego, który umożliwiałby początkującym pilotom zapoznanie się z techniką pilotażu samolotów odrzutowych. Zbudowania takiej maszyny podjęła się francuska firma Microturbo. 24 czerwca 1980 w powietrze wzbił się całkowicie drewniany egzemplarz przedprototypowy, właściwy prototyp, oznaczony jako 200 B, do swojego dziewiczego lotu wzbił się 19 maja 1983 roku. Poza wersją szkolną przewidywano również budowę jednomiejscowej wersji wojskowej, przeznaczonej do zwalczania śmigłowców i wsparcia piechoty. Z powodu braku zainteresowania samolotem, wszystkie prace na maszyną zostały zakończone.

## Konstrukcja
Samolot jest dwumiejscowym, wolnonośnym dolnopłatem. Załoga siedzi w fotelach umieszczonych obok siebie, przy czym fotel instruktora (prawy) cofnięty jest o 55 cm w stosunku do fotela ucznia. Usterzenie motylkowe ze skosem o konstrukcji metalowo-laminatową. Kadłub o konstrukcji półskorupowej wykonany z metalu tworzący wraz z centroplatem jedną całość. Samolot napędzany jest dwoma silnikami turboodrzutowymi, wloty powietrza do silników typu NACA umieszczone po bokach kadłuba na wysokości płata, wyloty gazów silnikowych, oddzielne dla każdej jednostki umieszczone również po bokach kadłuba za krawędzią spływu skrzydła. Pod usterzeniem długa płetwa ogonowa stabilizująca samolot w locie. Proste skrzydła o trapezowym obrysie, pokryte włóknem węglowym i szklanym. Płaty zaopatrzone w jednoszczelinowe klapy. Integralne zbiorniki paliwa o pojemności 450 l w przedniej części płata. Podwozie chowane, trójzespołowe z przednim podparcie. Przednie do wnęki w kadłubie, główne do wnęk w skrzydłach. Kabina załogi przykryta jednoczęściową owiewką. W wersji wojskowej planowano uzbroić samolot w 20 mm działko i możliwość przenoszenia czterech pocisków przeciwpancernych.